# Американски сребърен орел
Американският сребърен орел е официалната инвестиционна монета на САЩ. За първи път е пусната от монетния двор на САЩ на 24 ноември 1986 г. Емитирана е само в размер на една тройунция, с номинална стойност от един щатски долар и гарантирано съдържа една тройунция от 99,9% чисто сребро.
Монетата е разрешена от дял II от публичното право 99 – 61 (Закон за монети на свободата, одобрен на 9 юли 1985 г.) и е кодифициран като 31 U.S.C. § 5112(e)-(h). Съдържанието, теглото и чистотата му са сертифицирани от монетния двор на САЩ. В допълнение към версията на кюлчета, монетният двор на Съединените щати изготвя Proof версия и нециркулирала версия за колекционери на монети. Сребърният орел се произвежда в три монетни двора: монетен двор Филаделфия, монетен двор Сан Франциско и монетен двор Уест Пойнт.
Американската монета от сребърни орли може да се използва за финансиране на инвестиции на индивидуална пенсионна сметка.